# Lampranthus zeyheri
Lampranthus zeyheri är en isörtsväxtart som först beskrevs av Salm-dyck, och fick sitt nu gällande namn av Nicholas Edward Brown. Lampranthus zeyheri ingår i släktet Lampranthus och familjen isörtsväxter. Inga underarter finns listade i Catalogue of Life.

## Bildgalleri

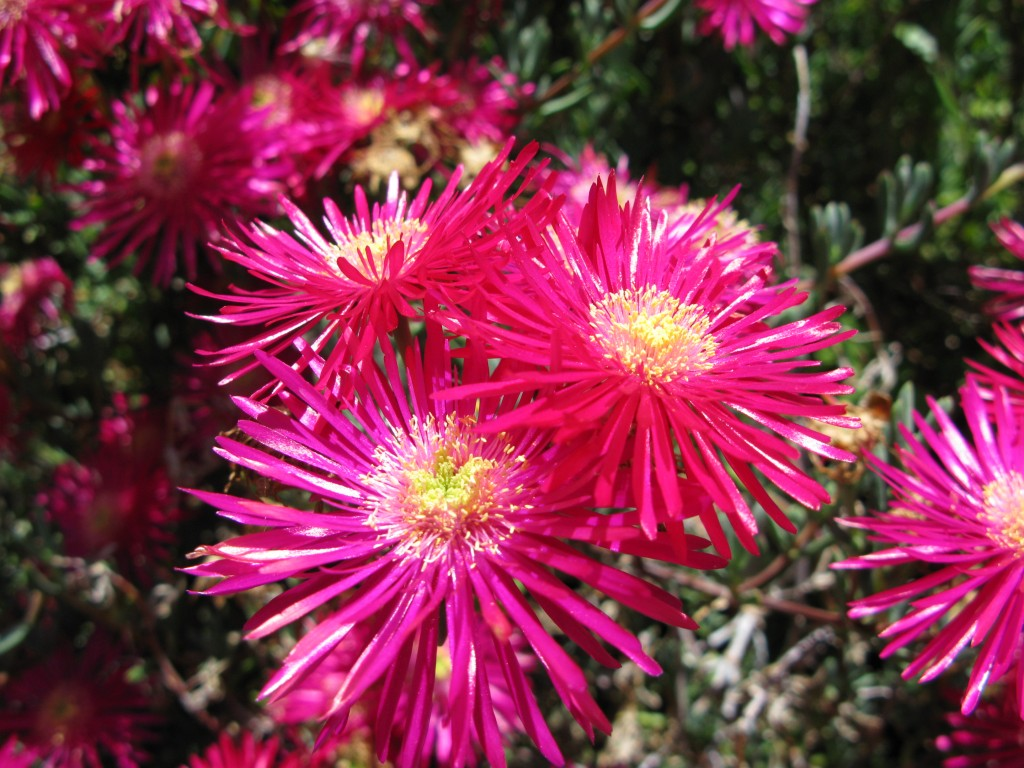